# Skierffe
Der Berg Skierffe (auch Skierfe geschrieben) liegt im Nationalpark Sarek in der historischen Provinz Lappland, Schweden, nordwestlich von Jokkmokk. Er liegt etwa fünf Kilometer westlich des berühmten Wanderpfades Kungsleden, unweit der STF-Touriststation Aktse. Meist wird der Berg wegen seiner Aussicht auf die Flusslandschaft des Rapaälv besucht:

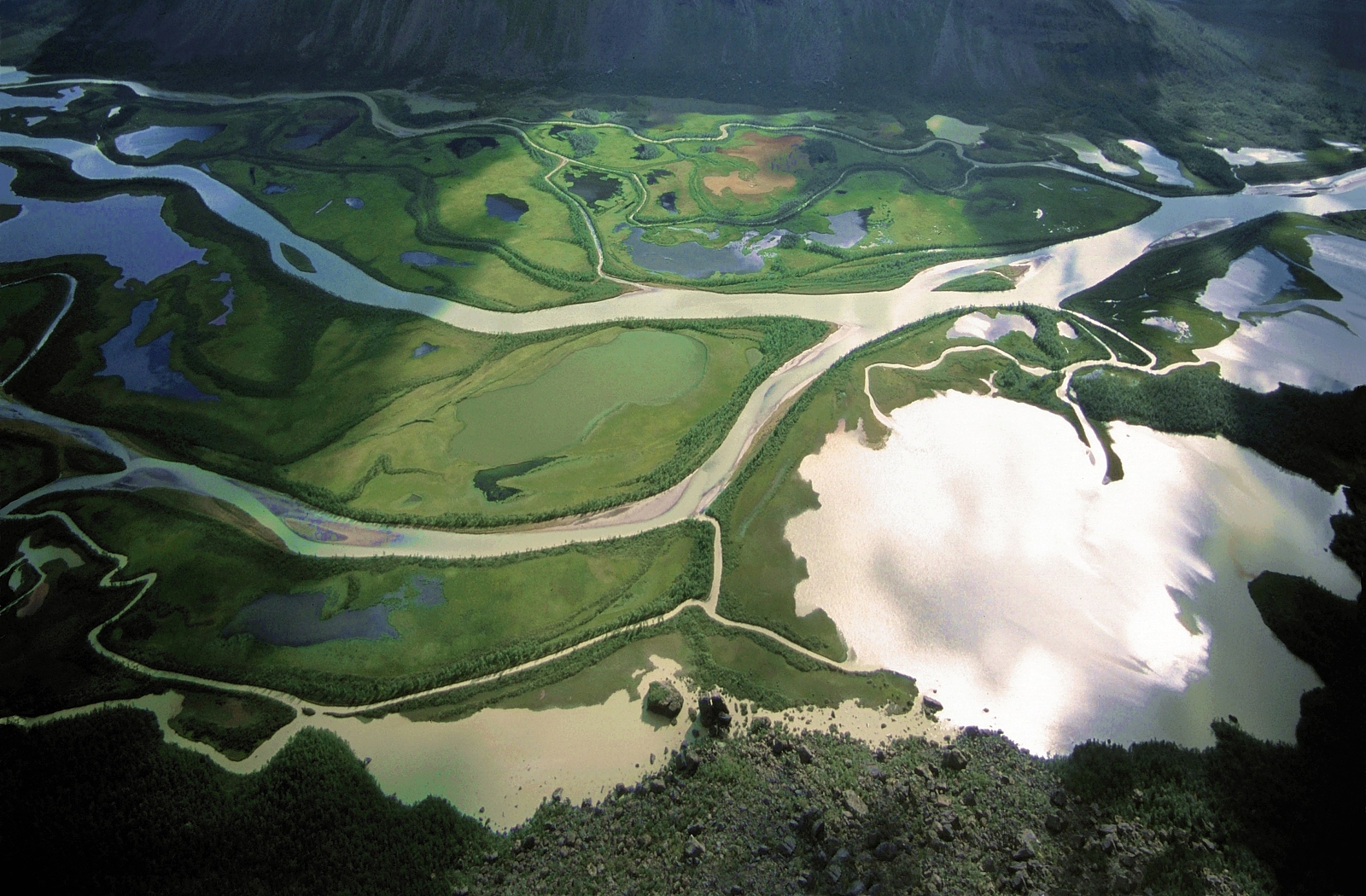
Delta des Rapaälv

Das Bild zeigt den Blick vom Gipfel des Skierffe auf die 700 m tiefer gelegene Flusslandschaft des Rapaälv. Eiszeitliche Gletscher haben das Trogtal geformt. Der Fluss kommt aus dem Nationalpark Sarek und mündet unterhalb (links) des Bildausschnittes in den See Laitaure. Die Flussarme nehmen in den verschiedenen Jahreszeiten ganz unterschiedliche Farben an und ändern oft auch ihren Lauf. Entlang der Flussarme erkennt man die typischen Galeriewälder aus Fjällbirken, dazwischen Moor- und ehemalige Toteisbereiche, die nun mit Seen ausgefüllt sind. Am unteren Bildrand sieht man Felsbrocken, die aus Felsstürzen vom Skierffe stammen. Die untersten Bildbereiche liegen fast senkrecht unter der Felswand des Berges. Dort befindet sich auch eine historische samische Opferstätte.